# Typhlops marxi
Typhlops marxi este o specie de șerpi din genul Typhlops, familia Typhlopidae, descrisă de Wallach 1993. Conform Catalogue of Life specia Typhlops marxi nu are subspecii cunoscute.